# أحمد فيليكس
أحمد فيليكس (2 فبراير 1988 - ) هو لاعب كرة قدم مصري في مركز الوسط.

## وصلات خارجية
- أحمد فيليكس على موقع قاعدة بيانات كرة القدم.إي يو (الإنجليزية)
- أحمد فيليكس على موقع Soccerway.com (الإنجليزية)